# Список епізодів телесеріалу «Сини анархії»
«Сини анархії» — американський телевізійний серіал у жанрі кримінальної драми, створений Куртом Саттером. Прем'єра якого відбулася 3 вересня 2008 року 2008 на кабельному телеканалі FX у США. Серіал завершився 9 грудня 2014 року, за весь час було випущено 92 серії, які транслювались протягом семи сезонів.
У серіалі розповідають історію байкерського клубу, який знаходиться у вигаданому містечку Чармінг, штат Каліфорнія. Головним героєм є Джексон «Джекс» Теллер (Чарлі Ганнем).

## Список епізодів
| Сезон | Сезон | Епізоди | Дата показу     | Дата показу       | Глядачі (у мільйонах) |
| Сезон | Сезон | Епізоди | Прем'єра        | Фінал             | Глядачі (у мільйонах) |
| ----- | ----- | ------- | --------------- | ----------------- | --------------------- |
|       | 1     | 13      | 3 вересня 2008  | 26 листопада 2008 | 2,21                  |
|       | 2     | 13      | 8 вересня 2009  | 1 грудня 2009     | 3,67                  |
|       | 3     | 13      | 7 вересня 2010  | 30 листопада 2010 | 3.22                  |
|       | 4     | 14      | 6 вересня 2011  | 6 грудня 2011     | 5.45                  |
|       | 5     | 13      | 11 вересня 2012 | 4 грудня 2012     | 4.37                  |
|       | 6     | 13      | 10 вересня 2013 | 10 грудня 2013    | 7,48                  |
|       | 7     | 13      | 9 вересня 2014  | 9 грудня 2014     | 4.60                  |

## Сезони

### 1 сезон (2008)
| Загальний № | № серії в сезоні | Назва                 | Режисер                      | Сценарист                   | Дата прем'єри     | Код серії | Глядачів (у мільйонах) |
| ----------- | ---------------- | --------------------- | ---------------------------- | --------------------------- | ----------------- | --------- | ---------------------- |
| 1           | 1                | «Pilot»               | Аллен Коултер і Майкл Діннер | Курт Саттер                 | 3 вересня 2008    | 1WAB79    | 2.53                   |
| 2           | 2                | «Seeds»               | Чарльз Хейд                  | Курт Саттер                 | 10 вересня 2008   | 1WAB01    | 2.20                   |
| 3           | 3                | «Fun Town»            | Стівен Кей                   | Курт Саттер                 | 17 вересня 2008   | 1WAB02    | 2.10                   |
| 4           | 4                | «Patch Over»          | Періс Барклай                | Джеймс Д. Парріотт          | 24 вересня 2008   | 1WAB03    | 2.25                   |
| 5           | 5                | «Giving Back»         | Тім Хантер                   | Джек ЛоГіудіс               | 1 жовтня 2008     | 1WAB04    | 2.19                   |
| 6           | 6                | «AK-51»               | Сейт Манн                    | Ніколь Бітті                | 8 жовтня 2008     | 1WAB05    | 2.09                   |
| 7           | 7                | «Old Bones»           | Гвінет Хардер-Пейтон         | Дейв Еріксон                | 15 жовтня 2008    | 1WAB06    | 1.87                   |
| 8           | 8                | «The Pull»            | Гай Ферленд                  | Курт Саттер і Джек ЛоГіудіс | 22 жовтня 2008    | 1WAB07    | 2.14                   |
| 9           | 9                | «Hell Followed»       | Біллі Гірхарт                | Бретт Конрад                | 29 жовтня 2008    | 1WAB08    | 2.06                   |
| 10          | 10               | «Better Half»         | Маріо Ван Піблз              | Пет Чарльз                  | 5 листопада 2008  | 1WAB09    | 2.14                   |
| 11          | 11               | «Capybara»            | Стівен Кей                   | Курт Саттер і Дейв Еріксон  | 12 листопада 2008 | 1WAB10    | 2.22                   |
| 12          | 12               | «The Sleep of Babies» | Терренс О'Хара               | Курт Саттер                 | 19 листопада 2008 | 1WAB11    | 2.46                   |
| 13          | 13               | «The Revelator»       | Курт Саттер                  | Курт Саттер                 | 26 листопада 2008 | 1WAB12    | 2.48                   |

### 2 сезон (2009)
| Загальний № | № серії в сезоні | Назва           | Режисер              | Сценарист                                           | Дата прем'єри     | Код серії | Глядачів (у мільйонах) |
| ----------- | ---------------- | --------------- | -------------------- | --------------------------------------------------- | ----------------- | --------- | ---------------------- |
| 14          | 1                | «Albification»  | Гай Ферленд          | Курт Саттер                                         | 8 вересня 2009    | 2WAB01    | 4.29                   |
| 15          | 2                | «Small Tears»   | Стівен Кей           | Джек ЛоГіудіс                                       | 15 вересня 2009   | 2WAB02    | 3.71                   |
| 16          | 3                | «Fix»           | Гвінет Хардер-Пейтон | Дейв Еріксон                                        | 22 вересня 2009   | 2WAB03    | 3.49                   |
| 17          | 4                | «Eureka»        | Гай Ферленд          | Курт Саттер і Бретт Конрад                          | 29 вересня 2009   | 2WAB04    | 3.76                   |
| 18          | 5                | «Smite»         | Терренс О'Хара       | Кріс Коллінз                                        | 6 жовтня 2009     | 2WAB05    | 3.66                   |
| 19          | 6                | «Falx Cerebri»  | Біллі Гірхарт        | Регіна Коррадо                                      | 13 жовтня 2009    | 2WAB06    | 3.31                   |
| 20          | 7                | «Gilead»        | Гвінет Хардер-Пейтон | Курт Саттер і Кріс Коллінз                          | 20 жовтня 2009    | 2WAB07    | 3.70                   |
| 21          | 8                | «Potlatch»      | Пол Майбаум          | Курт Саттер і Міша Грін                             | 27 жовтня 2009    | 2WAB08    | 3.39                   |
| 22          | 9                | «Fa Guan»       | Стівен Кей           | Бретт Конрад і Ліз Сагал                            | 3 листопада 2009  | 2WAB09    | 3.52                   |
| 23          | 10               | «Balm»          | Періс Барклай        | Дейв Еріксон і Стіві Лонг                           | 10 листопада 2009 | 2WAB10    | 3.38                   |
| 24          | 11               | «Service»       | Філ Абрагам          | Брейді Дал, Корі Учіда, Курт Саттер і Джек ЛоГіудіс | 17 листопада 2009 | 2WAB11    | 3.48                   |
| 25          | 12               | «The Culling»   | Гвінет Хардер-Пейтон | Курт Саттер і Дейв Еріксон                          | 24 листопада 2009 | 2WAB12    | 3.44                   |
| 26          | 13               | «Na Trioblóidí» | Курт Саттер          | Курт Саттер                                         | 1 грудня 2009     | 2WAB13    | 4.33                   |

### 3 сезон (2010)
| Загальний № | № серії в сезоні | Назва                 | Режисер              | Сценарист                                   | Дата прем'єри     | Код серії | Глядачів (у мільйонах) |
| ----------- | ---------------- | --------------------- | -------------------- | ------------------------------------------- | ----------------- | --------- | ---------------------- |
| 27          | 1                | «SO»                  | Стівен Кей           | Курт Саттер                                 | 7 вересня 2010    | 3WAB01    | 4.13                   |
| 28          | 2                | «Oiled»               | Гвінет Хардер-Пейтон | Курт Саттер і Дейв Еріксон                  | 14 вересня 2010   | 3WAB02    | 3.37                   |
| 29          | 3                | «Caregiver»           | Біллі Гірхарт        | Кріс Коллінз і Регіна Коррадо               | 21 вересня 2010   | 3WAB03    | 3.48                   |
| 30          | 4                | «Home»                | Гай Ферленд          | Курт Саттер і Ліз Сагал                     | 28 вересня 2010   | 3WAB04    | 2.98                   |
| 31          | 5                | «Turning and Turning» | Гвінет Хардер-Пейтон | Дейв Еріксон і Марко Рамірес                | 5 жовтня 2010     | 3WAB05    | 3.12                   |
| 32          | 6                | «The Push»            | Стівен Кей           | Кріс Коллінз і Джулі Буш                    | 12 жовтня 2010    | 3WAB06    | 2.85                   |
| 33          | 7                | «Widening Gyre»       | Біллі Гірхарт        | Курт Саттер і Регіна Коррадо                | 19 жовтня 2010    | 3WAB07    | 2.59                   |
| 34          | 8                | «Lochan Mor»          | Гай Ферланд          | Дейв Еріксон, Ліз Сагал і Курт Саттер       | 26 жовтня 2010    | 3WAB08    | 2.67                   |
| 35          | 9                | «Turas»               | Стівен Кей           | Курт Саттер, Кріс Коллінз і Брейді Даль     | 2 листопада 2010  | 3WAB09    | 3.35                   |
| 36          | 10               | «Firinne»             | Гвінет Хардер-Пейтон | Курт Саттер і Вон Вілмотт                   | 9 листопада 2010  | 3WAB10    | 3.18                   |
| 37          | 11               | «Bainne»              | Адам Аркін           | Дейв Еріксон, Реджина Коррадо і Курт Саттер | 16 листопада 2010 | 3WAB11    | 3.40                   |
| 38          | 12               | «June Wedding»        | Філ Абрагам          | Курт Саттер і Кріс Коллінз                  | 23 листопада 2010 | 3WAB12    | 3.59                   |
| 39          | 13               | «NS»                  | Курт Саттер          | Курт Саттер і Дейв Еріксон                  | 30 листопада 2010 | 3WAB13    | 3.59                   |

### 4 сезон (2011)
| Загальний № | № серії в сезоні | Назва                   | Режисер              | Сценарист                                 | Дата прем'єри     | Код серії | Глядачів (у мільйонах) |
| ----------- | ---------------- | ----------------------- | -------------------- | ----------------------------------------- | ----------------- | --------- | ---------------------- |
| 40          | 1                | «Out»                   | Періс Барклай        | Курт Саттер                               | 6 вересня 2011    | 4WAB01    | 4.93                   |
| 41          | 2                | «Booster»               | Гай Ферланд          | Дейв Еріксон s Кріс Коллінз               | 13 вересня 2011   | 4WAB02    | 3.71                   |
| 42          | 3                | «Dorylus»               | Пітер Веллер         | Регіна Коррадо і Ліз Сагал                | 20 вересня 2011   | 4WAB03    | 3.42                   |
| 43          | 4                | «Una Venta»             | Біллі Гірхарт        | Курт Саттер і Марко Рамірес               | 27 вересня 2011   | 4WAB04    | 3.28                   |
| 44          | 5                | «Brick»                 | Періс Барклай        | Дейв Еріксон та Брейді Даль               | 4 жовтня 2011     | 4WAB05    | 3.51                   |
| 45          | 6                | «With an X»             | Гай Ферланд          | Кріс Коллінз і Регіна Коррадо             | 11 жовтня 2011    | 4WAB06    | 3.56                   |
| 46          | 7                | «Fruit for the Crows»   | Гвінет Хардер-Пейтон | Курт Саттер і Ліз Сагал                   | 18 жовтня 2011    | 4WAB07    | 3.65                   |
| 47          | 8                | «Family Recipe»         | Пол Майбаум          | Дейв Еріксон і Брейді Даль                | 25 жовтня 2011    | 4WAB08    | 3.82                   |
| 48          | 9                | «Kiss»                  | Біллі Гейрхарт       | Регіна Коррадо і Марко Рамірес            | 1 листопада 2011  | 4WAB09    | 3.93                   |
| 49          | 10               | «Hands»                 | Пітер Веллер         | Кріс Коллінз, Девід Лабрава і Курт Саттер | 8 листопада 2011  | 4WAB10    | 4.23                   |
| 50          | 11               | «Call of Duty»          | Гвінет Хардер-Пейтон | Ліз Сагал і Гледіс Родрігес               | 16 листопада 2011 | 4WAB11    | 3.40                   |
| 51          | 12               | «Burnt and Purged Away» | Періс Барклай        | Курт Саттер і Дейв Еріксон                | 22 листопада 2011 | 4WAB12    | 3.85                   |
| 52          | 13               | «To Be (частина 1)»     | Курт Саттер          | Курт Саттер і Кріс Коллінз                | 29 листопада 2011 | 4WAB13    | 4.42                   |
| 53          | 14               | «To Be (частина 2)»     | Курт Саттер          | Курт Саттер і Кріс Коллінз                | 6 грудня 2011     | 4WAB14    | 4.24                   |

### 5 сезон (2011)
| Загальний № | № серії в сезоні | Назва               | Режисер              | Сценарист                                  | Дата прем'єри     | Код серії | Глядачів (у мільйонах) |
| ----------- | ---------------- | ------------------- | -------------------- | ------------------------------------------ | ----------------- | --------- | ---------------------- |
| 54          | 1                | «Sovereign»         | Періс Барклай        | Курт Саттер                                | 11 вересня 2012   | 5WAB01    | 5.37                   |
| 55          | 2                | «Authority Vested»  | Пітер Веллер         | Регіна Коррадо                             | 18 вересня 2012   | 5WAB02    | 4.17                   |
| 56          | 3                | «Laying Pipe»       | Адам Аркін           | Кем Нанн, Ліз Сагал і Курт Саттер          | 25 вересня 2012   | 5WAB03    | 3.80                   |
| 57          | 4                | «Stolen Huffy»      | Періс Барклай        | Кріс Коллінз                               | 2 жовтня 2012     | 5WAB04    | 4.60                   |
| 58          | 5                | «Orca Shrugged»     | Гвінет Хардер-Пейтон | Регіна Коррадо і Курт Саттер               | 9 жовтня 2012     | 5WAB05    | 4.34                   |
| 59          | 6                | «Small World»       | Адам Аркін           | Роберто Патіно                             | 16 жовтня 2012    | 5WAB06    | 4.03                   |
| 60          | 7                | «Toad's Wild Ride»  | Пітер Веллер         | Курт Саттер і Кріс Коллінз                 | 23 жовтня 2012    | 5WAB07    | 4.30                   |
| 61          | 8                | «Ablation»          | Карен Гавіола        | Майк Деніелс                               | 30 жовтня 2012    | 5WAB08    | 4.58                   |
| 62          | 9                | «Andare Pescare»    | Біллі Гірхарт        | Ліз Сагал і Курт Саттер                    | 6 листопада 2012  | 5WAB09    | 3.96                   |
| 63          | 10               | «Crucifixed»        | Гай Ферланд          | Кем Нанн                                   | 13 листопада 2012 | 5WAB10    | 4.58                   |
| 64          | 11               | «To Thine Own Self» | Періс Барклай        | Майк Деніелс, Джон Барческі та Курт Саттер | 20 листопада 2012 | 5WAB11    | 4.23                   |
| 65          | 12               | «Darthy»            | Пітер Веллер         | Кріс Коллінз і Курт Саттер                 | 27 листопада 2012 | 5WAB12    | 4.25                   |
| 66          | 13               | «J'ai Obtenu Cette» | Курт Саттер          | Курт Саттер і Кріс Коллінз                 | 4 грудня 2012     | 5WAB13    | 4.66                   |

### 6 сезон (2013)
| Загальний № | № серії в сезоні | Назва                 | Режисер              | Сценарист                                  | Дата прем'єри     | Код серії | Глядачів (у мільйонах) |
| ----------- | ---------------- | --------------------- | -------------------- | ------------------------------------------ | ----------------- | --------- | ---------------------- |
| 67          | 1                | «Straw»               | Періс Барклай        | Курт Саттер                                | 10 вересня 2013   | 6WAB01    | 5.87                   |
| 68          | 2                | «One One Six»         | Пітер Веллер         | Кріс Коллінз та Адрія Ленг                 | 17 вересня 2013   | 6WAB02    | 4.63                   |
| 69          | 3                | «Poenitentia»         | Гай Ферланд          | Чарльз Мюррей і Курт Саттер                | 24 вересня 2013   | 6WAB03    | 4.48                   |
| 70          | 4                | «Wolfsangel»          | Біллі Гірхарт        | Курт Саттер і Кем Нанн                     | 1 жовтня 2013     | 6WAB04    | 4.59                   |
| 71          | 5                | «The Mad King»        | Гвінет Хардер-Пейтон | Кріс Коллінз, Роберто Патіно і Курт Саттер | 8 жовтня 2013     | 6WAB05    | 4.46                   |
| 72          | 6                | «Salvage»             | Адам Аркін           | Майк Деніелс і Курт Саттер                 | 15 жовтня 2013    | 6WAB06    | 4.35                   |
| 73          | 7                | «Sweet and Vaded»     | Періс Барклай        | Курт Саттер і Адрія Ленг                   | 22 жовтня 2013    | 6WAB07    | 4.38                   |
| 74          | 8                | «Los Fantasmas»       | Пітер Веллер         | Роберто Патіно і Курт Саттер               | 29 жовтня 2013    | 6WAB08    | 4.20                   |
| 75          | 9                | «John 8:32»           | Гай Ферланд          | Кем Нанн і Курт Саттер                     | 5 листопада 2013  | 6WAB09    | 4.49                   |
| 76          | 10               | «Huang Wu»            | Біллі Гірхарт        | Курт Саттер і Чарльз Мюррей                | 12 листопада 2013 | 6WAB10    | 4.38                   |
| 77          | 11               | «Aon Rud Persanta»    | Пітер Веллер         | Кріс Коллінз і Курт Саттер                 | 19 листопада 2013 | 6WAB11    | 4.17                   |
| 78          | 12               | «You Are My Sunshine» | Періс Барклай        | Кем Нанн, Майк Деніелс і Курт Саттер       | 3 грудня 2013     | 6WAB12    | 4.58                   |
| 79          | 13               | «A Mother's Work»     | Курт Саттер          | Курт Саттер і Кріс Коллінз                 | 10 грудня 2013    | 6WAB13    | 5.17                   |

### 7 сезон (2014)
| Загальний № | № серії в сезоні | Назва                         | Режисер       | Сценарист                                   | Дата прем'єри     | Код серії | Глядачів (у мільйонах) |
| ----------- | ---------------- | ----------------------------- | ------------- | ------------------------------------------- | ----------------- | --------- | ---------------------- |
| 80          | 1                | «Black Widower»               | Періс Барклай | Курт Саттер                                 | 9 вересня 2014    | 7WAB01    | 6.20                   |
| 81          | 2                | «Toil and Till»               | Біллі Гірхарт | Чарльз Мюррей і Курт Саттер                 | 16 вересня 2014   | 6WAB02    | 4.83                   |
| 82          | 3                | «Playing with Monsters»       | Крейг Яхата   | Пітер Елкофф і Курт Саттер                  | 23 вересня 2014   | 6WAB03    | 4.13                   |
| 83          | 4                | «Poor Little Lambs»           | Гай Ферланд   | Кем Нанн і Курт Саттер                      | 30 вересня 2014   | 6WAB04    | 4.04                   |
| 84          | 5                | «Some Strange Eruption»       | Пітер Веллер  | Роберто Патіно і Курт Саттер                | 7 жовтня 2014     | 6WAB05    | 4.32                   |
| 85          | 6                | «Smoke 'em if You Got 'em»    | Гай Ферланд   | Майк Деніелс і Курт Саттер                  | 14 жовтня 2014    | 6WAB06    | 4.42                   |
| 86          | 7                | «Greensleeves»                | Періс Барклай | Гледіс Родрігес, Джош Ботана та Курт Саттер | 21 жовтня 2014    | 6WAB07    | 4.29                   |
| 87          | 8                | «The Separation of Crows»     | Чарльз Мюррей | Пітер Елкофф, Джон Барческі та Курт Саттер  | 28 жовтня 2014    | 6WAB08    | 3.94                   |
| 88          | 9                | «What a Piece of Work Is Man» | Пітер Веллер  | Майк Деніелс, Роберто Патіно та Курт Саттер | 4 листопада 2014  | 6WAB09    | 3.88                   |
| 89          | 10               | «Faith and Despondency»       | Періс Барклай | Кем Нанн, Гледіс Родрігес і Курт Саттер     | 11 листопада 2014 | 6WAB10    | 4.38                   |
| 90          | 11               | «Suits of Woe»                | Пітер Веллер  | Пітер Елкофф, Майк Деніелс і Курт Саттер    | 18 листопада 2014 | 6WAB11    | 4.62                   |
| 91          | 12               | «Red Rose»                    | Періс Барклай | Курт Саттер і Чарльз Мюррей                 | 2 грудня 2014     | 6WAB12    | 5.05                   |
| 92          | 13               | «Papa's Goods»                | Курт Саттер   | Курт Саттер                                 | 9 грудня 2014     | 6WAB13    | 6.40                   |

## Рейтенги
| Сезон | Сезон | Номер серії | Номер серії | Номер серії | Номер серії | Номер серії | Номер серії | Номер серії | Номер серії | Номер серії | Номер серії | Номер серії | Номер серії | Номер серії | Номер серії |
| Сезон | Сезон | 1           | 2           | 3           | 4           | 5           | 6           | 7           | 8           | 9           | 10          | 11          | 12          | 13          | 14          |
| ----- | ----- | ----------- | ----------- | ----------- | ----------- | ----------- | ----------- | ----------- | ----------- | ----------- | ----------- | ----------- | ----------- | ----------- | ----------- |
|       | 1     | 2,53        | 2,20        | 2,10        | 2,25        | 2,19        | 2,09        | 1,87        | 2,14        | 2,06        | 2,14        | 2,22        | 2,46        | 2,48        | Н/Д         |
|       | 2     | 4,29        | 3,71        | 3,49        | 3,76        | 3,66        | 3,31        | 3,70        | 3,39        | 3,52        | 3,38        | 3,48        | 3,44        | 4,33        | Н/Д         |
|       | 3     | 4,13        | 3,37        | 3,48        | 2,98        | 3,12        | 2,85        | 2,59        | 2,67        | 3,35        | 3,18        | 3,40        | 3,27        | 3,59        | Н/Д         |
|       | 4     | 4,93        | 3,71        | 3,42        | 3,28        | 3,51        | 3,56        | 3,65        | 3,82        | 3,63        | 3,93        | 4,23        | 3,85        | 4,42        | 4,24        |
|       | 5     | 5,37        | 4,17        | 3,80        | 4,60        | 4,34        | 4,03        | 4,30        | 4,58        | 3,96        | 4,58        | 4,23        | 4,25        | 4,66        | Н/Д         |
|       | 6     | 5,87        | 4,63        | 4,48        | 4,59        | 4,46        | 4,35        | 4,38        | 4,20        | 4,49        | 4,38        | 4,17        | 4,58        | 5,17        | Н/Д         |
|       | 7     | 6,20        | 4,83        | 4,13        | 4,04        | 4,32        | 4,42        | 4,29        | 3,94        | 3,88        | 4,38        | 4,62        | 5,05        | 6,40        | Н/Д         |